# 杜桂陵
杜桂陵（？年—？年），字月峯，河南陳州府扶溝縣人，由嘉慶辛酉舉人大挑一等以知縣用，道光二年五月署四川順慶府岳池縣知縣。是一位政治人物，明清時曾在四川順慶府岳池縣（位於今四川東北部，武周萬歲通天二年分南充、相如二縣置，是一個千年古縣）擔任官吏。任四川南部知縣，厯署永𡩋、敘永、劍州等處